# Glenochrysa regularis
Glenochrysa regularis is een insect uit de familie van de gaasvliegen (Chrysopidae), die tot de orde netvleugeligen (Neuroptera) behoort. 
Glenochrysa regularis is voor het eerst wetenschappelijk beschreven door Banks in 1910.